# Takeshi Yamaguchi (futbolista)
Takeshi Yamaguchi (山口 武士 Yamaguchi Takeshi?, nacido el 10 de junio de 1979 en Kumamoto) es un exfutbolista japonés. Jugaba de centrocampista y su último club fue el Roasso Kumamoto de Japón.

## Trayectoria

### Clubes
| Club            | País  | Año         |
| --------------- | ----- | ----------- |
| Kashima Antlers | Japón | 1998 - 2001 |
| Oita Trinita    | Japón | 2000        |
| Sony Sendai     | Japón | 2002 - 2004 |
| Roasso Kumamoto | Japón | 2005 - 2009 |

## Palmarés

### Títulos nacionales
| Título    | Club            | País  | Año  |
| --------- | --------------- | ----- | ---- |
| J1 League | Kashima Antlers | Japón | 1998 |
| J1 League | Kashima Antlers | Japón | 2001 |